# Adalbert Ndzana
Adalbert Ndzana (* 17. Juli 1939 in Zoatoubsi) ist ein kamerunischer Geistlicher und emeritierter römisch-katholischer Bischof von Mbalmayo.

## Leben
Adalbert Ndzana empfing am 15. August 1969 die Priesterweihe.
Papst Johannes Paul II. ernannte ihn am 8. November 1984 zum Koadjutorbischof von Mbalmayo. Die Bischofsweihe spendete ihm der Apostolische Pro-Nuntius in Kamerun, Erzbischof Donato Squicciarini, am 20. Januar des nächsten Jahres; Mitkonsekratoren waren Jean Zoa, Erzbischof von Yaoundé, und Paul Etoga, Bischof von Mbalmayo.
Mit der Emeritierung Paul Etogas am 7. März 1987 folgte er ihm als Bischof von Mbalmayo nach.
Am 27. Dezember 2016 nahm Papst Franziskus seinen altersbedingten Rücktritt an.